# Mięsień poprzecznie prążkowany

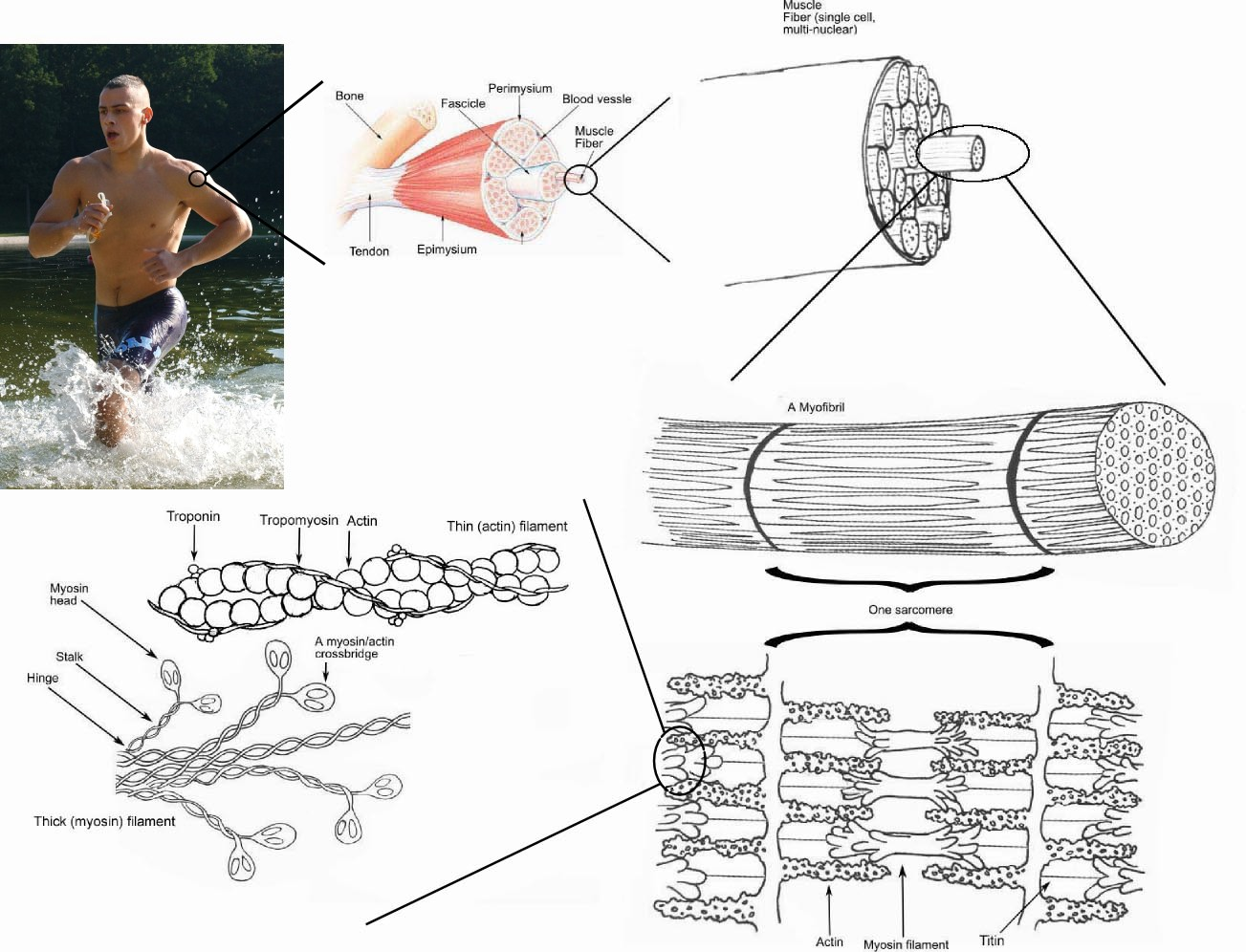
Mięsień poprzecznie prążkowany - budowa anatomiczna

Mięsień poprzecznie prążkowany (tkanka mięśniowa poprzecznie prążkowana, łac. textus muscularis transversostriatus) – rodzaj tkanki mięśniowej, zbudowany z silnie wydłużonych, walcowatych komórek, zawierających wiele położonych obwodowo jąder. W centrum komórki występują liczne i rozciągające się na całą jej długość miofibryle zbudowane z ułożonych naprzemiennie (na długość) filamentów cienkich składających się głównie z aktyny i filamentów grubych składających się głównie z miozyny. Białka aktyna i miozyna, z których zbudowane są filamenty, maja zdolność poruszania się względem siebie - włókna miozynowe dzięki spiralnym zgrubieniom, zwanymi mostkami, mogą wsuwać włókna aktyny do wnętrza sarkomeru. Powoduje to zmniejszenie jego długości, przy niezmienionych rozmiarach włókien aktynowych i miozynowych. Obraz miofibryli obserwowanych przy pomocy mikroskopu polaryzacyjnego składa się z prążków, z których ciemniejsze, ze względu na anizotropię optyczną miozyny, są filamenty grube.
Zbudowane są z niej m.in. wszystkie mięśnie szkieletowe kręgowców. Pracują one zależnie od woli, szybko ulegają zmęczeniu, ich skurcze są krótkotrwałe, ale silne.
Mięśnie szkieletowe zbudowane są z ułożonych w pęczki włókien mięśniowych. Włókna te mają walcowaty kształt, mają długość kilku centymetrów i średnicę 10 – 100 mikrometrów. 
Filamentami są pęczki zbliżonej długości włókien białkowych, przy czym włókna aktynowe są ze sobą połączone w środkowej części (zakotwiczone), a ich wolne końce mogą „wnikać” pomiędzy włókna miozynowe sąsiednich filamentów. Włókna aktynowe są znacznie cieńsze od miozynowych i stąd pochodzą przymiotnikowe kwalifikatory w nazwach: filament cienki i filament gruby. Filament gruby wraz z połówkami sąsiadujących z nim filamentów cienkich tworzy jednostkę czynnościową mięśnia poprzecznie prążkowanego zwaną sarkomerem. 
W mięśniu niepobudzonym (z stanie rozkurczu) wolne końce włókien aktynowych tylko nieznacznie zachodzą za wolne końce włókien miozynowych. Do skurczu mięśnia szkieletowego dochodzi w wyniku wywołanego pobudzeniem wiązania jonów wapnia przez troponinę TnC powodującą odsłonięcie przez troponinę TnI na włóknie aktynowym miejsc wiążących miozynę. Powoduje to mikroskurcz polegający na wsunięcie się włókna aktynowego pomiędzy włókna miozynowe na głębokość ok. 5 nm oraz uwolnienie przez miozynę ATP i jego hydrolizę. Seria następujących po sobie mikroskurczy powoduje skrócenie całego sarkomeru, a ponieważ zachodzi to równocześnie na całej długości miofibryli – skurcz całej komórki. Gdy pod wpływem tlenku azotu powstającego z L-argininy w cytozolu spadnie stężenie jonów wapnia, nastąpi odtworzenie ATP i związanego go z miozyną – dochodzi do rozkurczu. Gdy w komórce nie będzie możliwe odtworzenie ATP, komórka pozostanie w stanie skurczu. Dzieje się tak np. po śmierci, gdy wskutek braku ATP w mięśniach występuje stężenie pośmiertne.
Czynność mięśni poprzecznie prążkowanych jest efektem aktywności neuronów rogów przednich rdzenia i jąder ruchowych nerwów czaszkowych.